# Lista zabytków w Santa Venera
To jest lista zabytków w miejscowości Santa Venera na Malcie, które są umieszczone na liście National Inventory of the Cultural Property of the Maltese Islands.

## Lista
| Nazwa zabytku                         | Lokalizacja                                                   | Współrzędne                                   | Nr na liście NICPMI | Zdjęcie |
| ------------------------------------- | ------------------------------------------------------------- | --------------------------------------------- | ------------------- | ------- |
| Statua św. Rocha                      | Triq Misraħ il-Barrieri / Triq l-4 ta’ Settembru 1918         | 35°53′27,0″N 14°29′01,5″E/35,890837 14,483761 | 00186               |         |
| Statua św. Pawła                      | 23 Triq L-Imsida                                              | 35°53′22,0″N 14°28′42,7″E/35,889433 14,478537 | 00187               |         |
| Nisza św. Józefa                      | 465 Triq il-Kbira San Ġużepp / Triq San Pawl                  | 35°53′23,6″N 14°28′29,9″E/35,889886 14,474979 | 00188               |         |
| Nisza św. Pawła                       | 8 Triq San Pawl                                               | 35°53′24,7″N 14°28′30,5″E/35,890186 14,475126 | 00189               |         |
| Płaskorzeźba Matka Boża z Góry Karmel | 4 Triq Braille                                                | 35°53′23,5″N 14°28′31,3″E/35,889867 14,475375 | 00190               |         |
| Nisza Matki Bożej z Góry Karmel       | 6 Misraħ Santa Venera                                         | 35°53′29,7″N 14°28′41,4″E/35,891594 14,478170 | 00191               |         |
| Nisza Niepokalanego Poczęcia          | Triq il-Kanun                                                 | 35°53′11,4″N 14°28′44,1″E/35,886494 14,478907 | 00192               |         |
| Statua Chrystusa Zbawiciela           | 302 Triq il-Kbira San Ġużepp / Triq il-Kanun                  | 35°53′15,3″N 14°28′58,1″E/35,887591 14,482802 | 00193               |         |
| Statua Matki Bożej z Góry Karmel      | 557 Triq il-Kbira San Ġużepp / Triq il-Kardinal Xiberras      | 35°53′16,0″N 14°28′57,3″E/35,887779 14,482570 | 00194               |         |
| Statua Najświętszego Serca Jezusa     | 523 Triq il-Kbira San Ġużepp / 1 Triq il-Qalb Imqaddsa        | 35°53′17,4″N 14°28′52,2″E/35,888159 14,481177 | 00195               |         |
| Nisza św. Jerzego                     | 42 Triq San Ġorġ / Triq Brigħella                             | 35°53′19,6″N 14°28′55,8″E/35,888768 14,482165 | 00196               |         |
| Nisza św. Józefa                      | 11/12 Triq San Ġorġ                                           | 35°53′15,2″N 14°28′54,3″E/35,887568 14,481745 | 00197               |         |
| Kościół parafialny pw. św. Wenerandy  | Triq il-Kbira San Ġużepp / Triq il-Parroċċa                   | 35°53′16,9″N 14°28′47,7″E/35,888029 14,479929 | 00198               |         |
| Stary kościół parafialny              | Misraħ Santa Venera                                           | 35°50′17,6″N 14°28′59,3″E/35,838220 14,483133 | 00199               |         |
| Casa Leoni (Palazzo Manoel)           | Triq il-Kbira San Ġużepp                                      | 35°53′21,9″N 14°28′37,9″E/35,889424 14,477190 | 01226               |         |
| Conservatorio Vincenzo Bugeja         | Triq il-Kbira San Ġużepp / Triq Fleur-De-Lys                  | 35°53′26,3″N 14°28′24,5″E/35,890632 14,473478 | 01227               |         |
| Instituto Technico Vincenzo Bugeja    | Triq il-Kbira San Ġużepp                                      | 35°53′22,6″N 14°28′34,9″E/35,889618 14,476362 | 01228               |         |
| Akwedukt Wignacourta                  | Triq il-Kbira San Ġużepp (od Triq Ħal Qormi do Triq il-Kanun) | 35°53′22,2″N 14°28′32,8″E/35,889489 14,475781 | 01229               |         |